# La Vie de Marianne
La Vie de Marianne (La vida de Mariana: o, las aventuras de la condesa de ***) es una novela inconclusa de Pierre de Marivaux,  ilustrada por Jakob van der Schley.
La novela fue escrita en secciones, once de las cuales aparecen entre 1731 y 1745.  Una Continuación fue producida por Madame Riccoboni, pero esta también está incompleta.